# توماس تامی بلک
توماس تامی بلک (انگلیسی: Tommy Black; ۱ دسامبر ۱۹۰۸ – Not known) ورزشکار فوتبال بود.
از باشگاه‌هایی که در آن بازی کرده‌است می‌توان به باشگاه فوتبال آرسنال، باشگاه فوتبال پلیموث آرگیل، و باشگاه فوتبال ساوتند یونایتد اشاره کرد.